# Шалкар (Целиноградский район)
Шалкар (каз. Шалқар, до 2010 г. — Егиндыколь) — аул в Целиноградском районе Акмолинской области Казахстана. Административный центр Шалкарского сельского округа. Код КАТО — 116673100.

## География
Село расположено возле озера Егинды, в западной части района, на расстоянии примерно 27 километров (по прямой) к юго-западу от административного центра района — села Акмол.
Уличная сеть:
- ул. Абая Кунанбаева
- ул. Абылай хана
- ул. Егиндыколь
- ул. Жамбыла Жабаева
- ул. Кенесары
- ул. Победы
- ул. Толе би
- ул. Шокана Уалиханова
- ул. Шолпана Иманбаева

Абсолютная высота — 346 метров над уровнем моря.
Ближайшие населённые пункты: село Маншук — на юге, село Отаутускен — на севере.

## Население
В 1989 году население аула составляло 1567 человек (из них казахи — 100 %).

В 1999 году население аула составляло 1194 человека (599 мужчин и 595 женщин). По данным переписи 2009 года, в ауле проживало 765 человек (377 мужчин и 388 женщин).
| Численность населения | Численность населения | Численность населения |
| 1989                  | 1999                  | 2009                  |
| --------------------- | --------------------- | --------------------- |
| 1567                  | ↘1194                 | ↘765                  |

## Известные уроженцы, жители
Рустамбеков, Серик Исаевич (род. 1947) — советский и казахстанский архитектор.

## Транспорт
Близ аула проходит автодорога областного значения — КС-5 «Кабанбай батыра — Жангызкудук — Оразак».